# Nosophora tripunctalis
Nosophora tripunctalis là một loài bướm đêm trong họ Crambidae.